# Regioni della Repubblica Ceca per indice di sviluppo umano
Questa è una lista delle regioni della Repubblica Ceca per indice di sviluppo umano 2019.
| Pos.                        | Regione                     | HDI (2019)                  | Comparabile con             |
| Very high human development | Very high human development | Very high human development | Very high human development |
| --------------------------- | --------------------------- | --------------------------- | --------------------------- |
| 1                           | Praga                       | 0.968                       | Norvegia                    |
| 2                           | Jihovýchod                  | 0.910                       | Corea del Sud               |
| –                           | Rep. Ceca (media)           | 0.900                       | Francia                     |
| 3                           | Jihozápad                   | 0.886                       | Cipro                       |
| 4                           | Moravia Centrale            | 0.885                       | Cipro                       |
| 5                           | Severovýchod                | 0.878                       | Polonia                     |
| 6                           | Regione di Moravia-Slesia   | 0.870                       | Andorra                     |
| 7                           | Boemia Centrale             | 0.856                       | Ungheria                    |
| 8                           | Severozápad                 | 0.843                       | Argentina                   |